# 米哈伊利夫卡 (普里維利內市鎮)
47°26′47″N 32°8′36″E / 47.44639°N 32.14333°E
米哈伊利夫卡（烏克蘭語：Михайлівка）是位於烏克蘭南部的村莊，由尼古拉耶夫州巴什坦卡區的普里維利內市鎮負責管轄。該村始建於1798年，面積0.4平方公里，海拔高度32米，2001年人口184，人口密度每平方公里460人。